# Johann Matthias Gesner
Johann Matthias Gesner (Roth perto de Ansbach, 9 de abril de 1691 – Göttingen, 3 de agosto de 1761) foi um pedagogo, filólogo clássico e bibliotecário alemão.

## Vida
De 1730 a 1734 trabalhou como reitor da Thomas School em Leipzig. Quando a Universidade de Göttingen foi fundada em 1734, Gesner foi nomeado professor de poesia e eloquência em Göttingen e, ao mesmo tempo, assumiu a gestão da Biblioteca da Universidade de Göttingen. Embora tenha sido apenas um pouco inovador em seu trabalho como editor de autores clássicos, tornou-se um dos pioneiros mais eficazes do neo-humanismo com suas ideias de reforma para o ensino escolar e universitário. Sua principal obra, publicada em 1749, o dicionário de quatro volumes Novus Linguæ Et Eruditionis Romanæ Thesaurus.

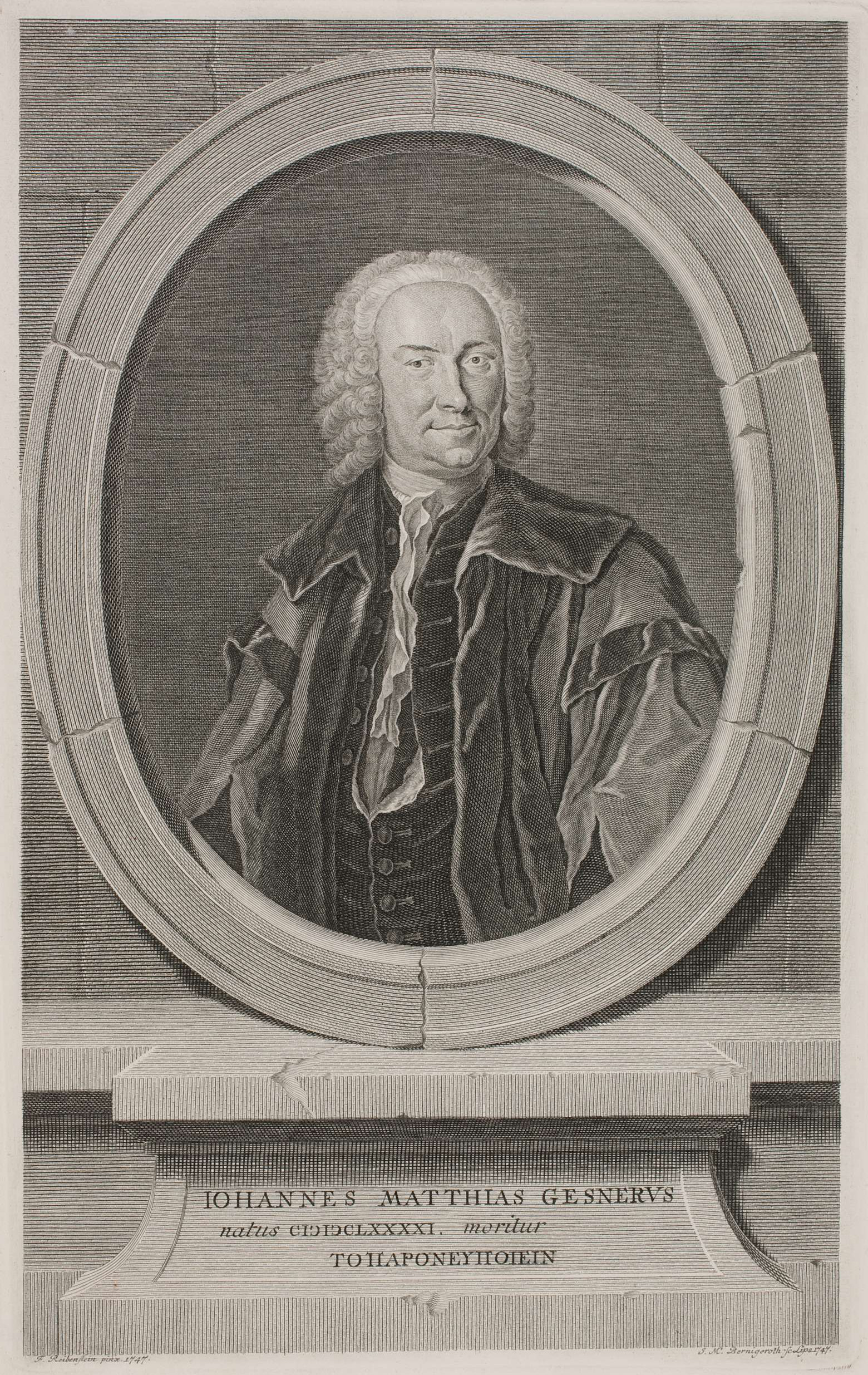
Johann Matthias Gesner. Titelkupfer des Novus Linguæ Et Eruditionis Romanae Thesaurus (1747)

## Trabalhos seleção
- Philopatris dialogus Lucianeus (1714)
- Institutiones rei scholasticæ (1715) (Online na Biblioteca Digital Mecklemburgo-Pomerânia Ocidental)
- Chrestomathia Ciceroniana (1717)
- Chrestomathia Pliniana (1723)
- Edição do Thesaurus eruditionis scholasticae (1726) publicado pela primeira vez por Basilius Faber em 1571.
- Scriptores rei rusticæ (1735)
- Schul-Ordnung vor die Churfürstl. Braunschweig-Lüneburgische Lande (1738)
- Edition der Institutio oratoria Quintilians (1738)
- Opuscula minora varii argumenti (1743–1745)
- Index etymologicus latinitatis (1749)
- Novus linguæ et eruditionis romanae thesaurus (1749)
- Primæ lineæ isagoges in eruditionem universalem (1756)
- Thesaurus epistolicus Gesnerianus (1768–1770, publicado postumamente por Christian Adolf Klotz)
- Vegetii Renati Artis veterinariae sive mulomedicinae libri quatuor, Mannheim 1781.